# Oleg Reabciuk
Oleg Reabciuk (Ialoveni, 16 de janeiro de 1998) é um futebolista moldavo que atua como lateral-esquerdo. Atualmente joga pelo Spartak Moscou.

## Carreira
Reabciuk mudou-se para Portugal aos 4 anos de idade, fazendo sua carreira de jogador nas categorias de base no país - atuando por NS Rio Maior, Sporting CP e Belenenses entre 2009 e 2016, quando chegou ao Porto.
Em 2017 foi integrado ao Porto B, onde joga desde então. Na temporada 2018-19 da Segunda Liga, disputou 31 jogos - em 29, ficou em campo os 90 minutos, entrou como substituto na vitória por 2 a 1 sobre o Cova da Piedade (jogou apenas um minuto) e não terminou outra partida, que também terminou com vitória - 1 a 0 sobre o Arouca. O único jogo em que Reabciuk não foi utilizado foi contra a UD Oliveirense.
No verão de 2019 chegou ao Paços de Ferreira, proveninente do Porto.

## Seleção nacional
Após jogar 2 vezes pela seleção Sub-19 da Moldávia em 2016, Reabciuk estreou no time principal em 2018, atuando por 65 minutos na derrota por 2 a 1 para a Costa do Marfim.